# Harrison Turner
Harrison Turner, född 4 februari 2004, är en australisk simmare.

## Karriär
Vid kortbane-VM 2024 i Budapest var Turner en del av Australiens kapplag som tog silver och noterade ett nytt oceaniskt rekord på 4×200 meter frisim.